# Antoni Tenas i Alibés
Antoni Tenas i Alibés (Ripoll, Ripollès, 14 de febrer de 1881 - Sant Just Desvern, Baix Llobregat, 31 de desembre de 1953), fou un prevere català.
Va començar els seus estudis eclesiàstics al Seminari Conciliar de Barcelona l'any 1896. El 1902 rebé la tonsura de clergue, mentre que els dies 18 i 19 de març rebé, successivament, els ordes menors i el sotsdiaconat. No fou fins al juny de 1905 que fou ordenat diaca. El 23 de setembre de 1905, a Vic, fou ordenat sacerdot pel bisbe Josep Torras i Bages. Finalment, l'11 de novembre d'aquell mateix any va obtenir el doctorat en teologia a la Universitat Pontificia de Tarragona. Les seves primeres destinacions com a vicari foren Sant Esteve de Palautordera (1907), Tiana (1907), l’ Hospitalet (1910), Sant Pere de les Puel·les (1911), i Sants Just i Pastor de Barcelona (1912). Posteriorment, fou nomenat Ecònom de Banyeres (1916). El 13 de desembre de 1916 va ser nomenat oficialment rector de la parròquia de Sant Just Desvern, i el dia 29 següent en va prendre possessió canònica.
Morí el 31 de desembre de 1953 d'un atac de feridura.